# 1810
1810 (MDCCCX) je bilo navadno leto, ki se je po gregorijanskem koledarju začelo na ponedeljek, po 11 dni počasnejšem julijanskem koledarju pa na soboto.

## Dogodki
- 11. julij - ustanovljen Vrt domovinske flore, današnji Botanični vrt v Ljubljani

## Rojstva
- 15. marec - Jožef Virk, slovenski duhovnik in pesnik († 1880)
- 21. april - Thomas Wright, angleški starinoslovec, pisatelj († 1877)
- 26. avgust - Andrej Čehovin,  slovenski baron in častnik († 1855)
- 11. december - Alfred de Musset, francoski pesnik in dramatik  († 1857)
- 22. april - Frédéric Chopin, francoski skladatelj in pianist († 1849)

## Smrti
- 24. februar - Henry Cavendish, angleški fizik, kemik (* 1731)
- 28. maj - Karel Avgust, kronski princ Švedske (* 1768)